# Валя-Агрішулуй
Валя-Агрішулуй (рум. Valea Agrișului) — село у повіті Клуж в Румунії. Входить до складу комуни Яра.
Село розташоване на відстані 308 км на північний захід від Бухареста, 23 км на південь від Клуж-Напоки.

## Населення
За даними перепису населення 2002 року у селі проживали 26 осіб, усі — румуни. Усі жителі села рідною мовою назвали румунську.